# Omen - 20th Anniversary Box Set
Omen - 20th Anniversary Box Set è un cofanetto del gruppo musicale epic metal statunitense Omen.

## Il Cofanetto
Il cofanetto è stato pubblicato dalla Metal Blade Records nel 2003 e, include il primo e il secondo album della band. In aggiunta a quest'ultimo (che ha una copertina differente dall'originale) l'EP Nightmares.
È composto da una slipcase (chiusa) di cartoncino con all'interno due CD (custodia in jewel case) + un Bonus DVD, incluso in Battle Cry.
All'interno del booklet di Warning of Danger & Nightmares, sono presenti delle note a firma di Jeff Keller, Kenny Powell e Kevin Goocher. Rispettivamente: Manager, fondatore e attuale cantante della band.
Tutte le tracce sono state rimasterizzate per l'occasione.
Battle Cry
Le bonus track incluse sono: la traccia numero 6 Torture Me (dalla compilation Metal Massacre V) che, per problemi di spazio non era stata inserita nel Lato A dell'LP; la traccia numero 12 Battle Cry (Live at San Antonio, Texas 1986).

### Live at the Country Club - Los Angeles, September 1984
Il DVD contiene una registrazione amatoriale di un concerto tenuto il 1º settembre 1984 al Country Club, locale sito in Reseda (San Fernando Valley), nelle vicinanze della città di Los Angeles, prima degli Slayer.
Warning of Danger & Nightmares
Come bonus track la traccia numero 11 Termination (Live at San Antonio, Texas 1986), prima dell'EP Nightmares che, include la cover degli AC/DC Whole Lotta Rosie (Live at San Antonio, Texas 1986).

## Tracce

### Disc 1

#### Battle Cry
1. Death Rider – 3:28
2. The Axeman – 4:26
3. Last Rites – 3:41
4. Dragon's Breath – 3:01
5. Be My Wench – 4:03
6. Torture Me – 3:27
7. Battle Cry – 3:43
8. Die by the Blade – 3:10
9. Prince of Darkness – 2:46
10. Bring Out the Beast – 4:10
11. In the Arena – 4:04
12. Battle Cry (Live) – 4:02

### Disc 2 / DVD

#### Live at the Country Club - Los Angeles, September 1984
1. Intro – 2:06
2. Death Rider – 3:49
3. Dragon's Breath – 3:21
4. Road Warrior – 4:38
5. The Axeman – 4:35
6. Be My Wench – 4:21
7. Die by the Blade – 3:47
8. In the Arena – 4:18
9. Prince of Darkness – 3:04
10. Bring Out the Beast – 5:37
11. Battle Cry – 3:29
12. Torture Me – 3:39

### Disc 3

#### Warning of Danger & Nightmares
1. Warning of Danger – 4:25
2. March On – 4:03
3. Ruby Eyes (of the Serpent) – 3:49
4. Don't Fear the Night – 5:03
5. V.B.P – 4:53 – Instrumental
6. Premonition – 1:47 – Intro
7. Termination – 3:33
8. Make Me Your King – 3:49
9. Red Horizon – 3:38
10. Hell's Gates – 5:42
11. Termination (Live) – 3:54
12. Nightmares – 2:50
13. Shock Treatment – 2:40
14. Dragon's Breath – 3:00
15. Termination – 3:33
16. Bounty Hunter – 4:24
17. Whole Lotta Rosie (Live) – 3:53 – Cover degli AC/DC

## Formazione
- Kenny Powell - chitarra, voce addizionale
- J.D. Kimball - voce
- Jody Henry - basso, voce addizionale
- Steve Wittig  - batteria